# Game Genie

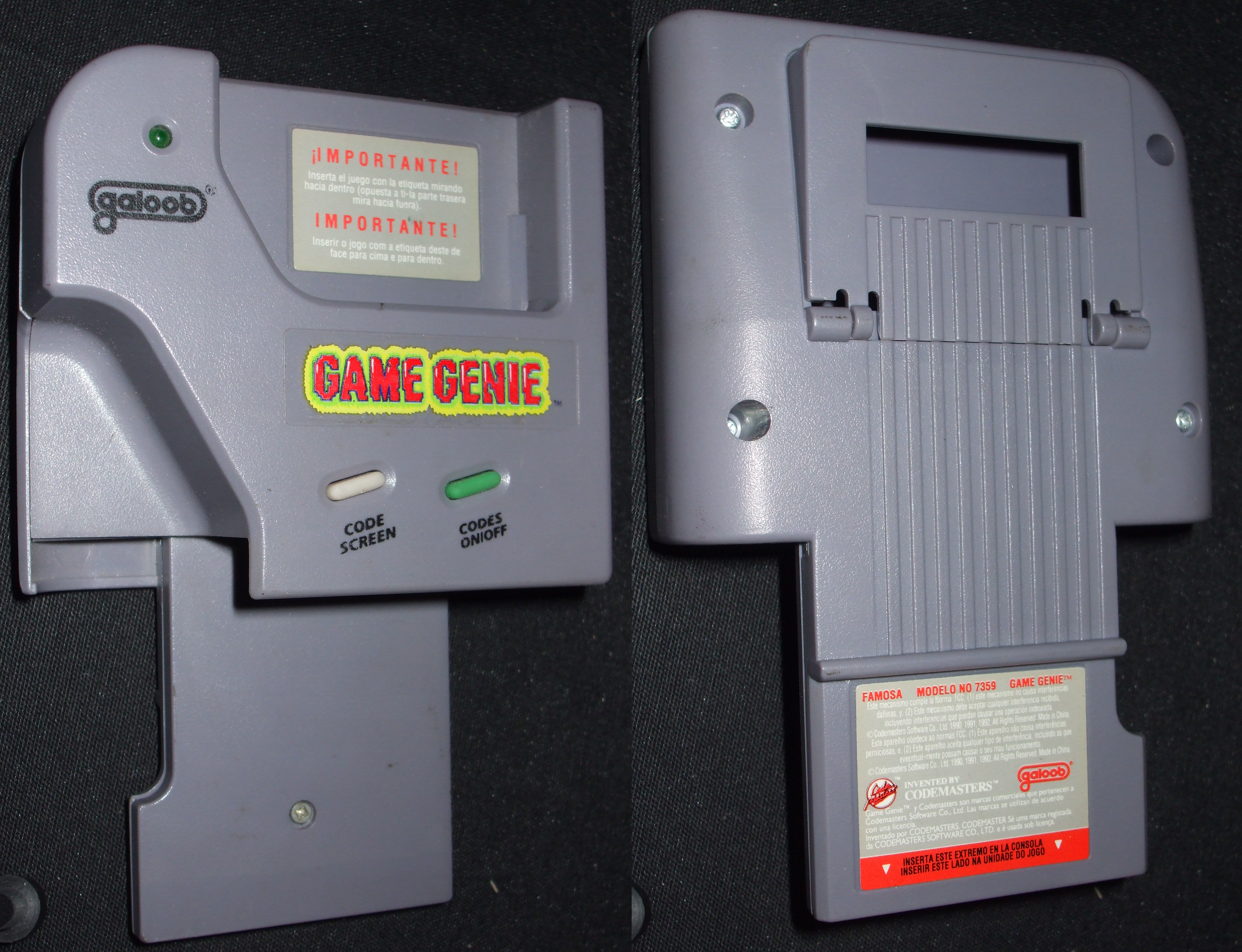
Versión para Game Boy.

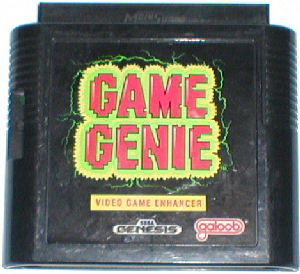
Game Genie para Mega Drive/Genesis.

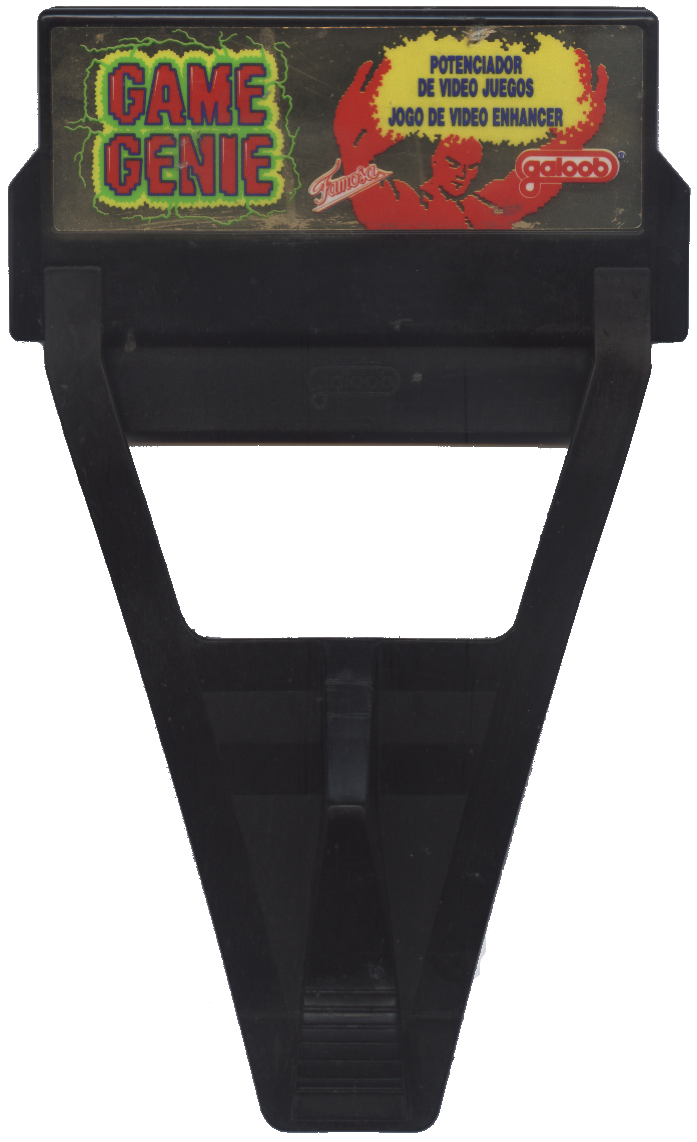
Game Genie para Nintendo Entertainment System.

El Game Genie (Jogo Genie en Portugal y Brasil) es una serie de cartuchos para hackear videojuegos diseñado por Codemasters y distribuido por Camerica y Galoob para las videoconsolas Nintendo Entertainment System, Super Nintendo Entertainment System, Game Boy, Mega Drive/Genesis y Sega Game Gear. Modifican la programación del juego, permitiendo al jugador hacer trampa, manipular varios aspectos del juego y a veces hasta ver contenido y funciones sin usar, son como los GameShark. Son conocidos como el primer caso de mejoradores de juegos con una interfaz amistosa para el usuario, mediante la alteración temporal del código binario de un juego. Aunque hoy en día no hay productos Game Genie en el mercado, se han vendido más de 5 millones de unidades a nivel mundial y muchos emuladores de videoconsolas lo soportan. Los Action Replay, Code Breaker y Gameshark son instrumentos de hackeo que sirvieron como sucesores en generaciones siguientes de consolas, aunque fueron creadas completamente por otras compañías.
Los inspiradores de estos dispositivos fueron los cargadores pokeadores de los juegos para ordenadores de 8 bits y, sobre todo sus encarnaciones en hardware como las Multiface de Romantic Robot y los cartuchos para Commodore 64 que incluían funciones similares.

## Operación y diseño
El Game Genie se conecta a la parte de abajo del cartucho, y luego se insertaba en el puerto de la consola a la que era designado. Después de encender la consola, el jugador accede a una pantalla donde entra una serie de caracteres referidos como Cheats. Cada código tenía un valor de tipo de dato entero que es leído por el sistema en vez de la verdadera información presente en el cartucho. Estos actúan como un parche en la codificación del juego. Estos códigos o parches tienen una variedad de efectos. Entre los más populares es el de invencibilidad, armas infinitas, salto de niveles o el ser más fuerte de lo que el juego establece. En casos especiales, hasta abren contenido extra que fue retirado del juego o bloqueado hasta cumplir ciertos requisitos, pero permanecieron en la información del juego. 
El aparato se vendía con un pequeño folleto que contenía códigos ya descubiertos para su uso con ciertos juegos. Aunque se volvía obsoleto con el lanzamiento de nuevos juegos y el descubrimiento de nuevos códigos,se intentó paliar ofreciendo un servicio de suscripción que actualizaba el folleto trimestralmente por el pago de una cuota, y además Galoob también los publicaba como anuncios en ciertas revistas como GamePro. Hoy en día esos códigos y otros descubiertos por los usuarios están disponibles gratis en varios sitios de Internet.
El aparato presentaba el inconveniente de la gran dificultad de buscar nuevos códigos. Introducir cadenas al azar tiene el mismo efecto que hacer POKEs aleatorios en la memoria. Aunque se pueden descubrir efectos, lo normal es que la memoria se corrompa e incluso se cuelgue el juego y se corrompan los datos guardados. Esto contrasta con los dispositivos para ordenadores de 8 bits, que solían incluir funciones para búsqueda de esos trucos (normalmente guardando en su memoria interna zonas de la memoria del juego y luego pidiendo al usuario que pierda una vida, dinero, objetos o munición para comparar los cambios).

### NES
El Game Genie se conecta al final del cartucho y se inserta en el puerto de cartucho de la videoconsola. El mecanismo de carga de la NES hace incómodo el uso, pues los cartuchos se insertan en la consola y luego son presionados hacia abajo. Al añadir el Game Genie el cartucho sobresale, lo que impide el segundo paso. Por ello el Game Genie se diseñó para que no fuera necesario bajar el juego para ejecutarlo. Pero esto añade fatiga adicional al mecanismo ZIF del conector, ya de por sí frágil, lo que deforma los pines del conector y acaba provocando que la consola sea incapaz de reproducir un juego sin el Game Genie (o algo que ejerza similar presión) presente.
El diseño del Game Genie también lo hace muy difícil de utilizar con una NES 2. Se creó un adaptador para solucionarlo, pero se pidieron pocos por lo que es difícil de localizar.
Esta versión permite introducir hasta seis códigos.

### SNES
Game Genie no funciona con juegos de Super Nintendo que contienen un chip que aumentan el rendimiento (por ejemplo los chips Super FX y S-DD1) como Star Fox, Super Mario World 2: Yoshi's Island, y Street Fighter Alpha 2. Esto se debe a que utilizan los pines no usados del conector, y el Game Genie no los tiene conectados. Los códigos son más largos al ser de 16 bits lo que también se ha descubierto de esta versión de SNES es que también se puede utilizar como adaptador para instalar cartuchos de la Super Famicom cortando los postes de plástico adentro de el Game Genie.

### Game Boy
Existe también una versión para la Nintendo Game Boy. Se inserta en la ranura de cartuchos y proporciona una ranura trasera para introducir el cartucho. Esta versión de Game Genie contiene un libro de códigos pequeño que se almacena en una trampilla en la trasera del dispositivo. Debido a su tamaño es difícil de usar en los modelos posteriores de tamaño reducido GameBoy Pocket o la Gameboy Color) y tampoco puede usarse en el Super Game Boy pero puede ser usado en el Game boy player para Gamecube.

### Sega Mega Drive / Genesis
En la Sega Mega Drive/Sega Genesis, el Game Genie funciona como un convertidor regional, pues muchos de los cartuchos vienen bloqueados a sus regiones por la forma del cartucho y una serie de bytes en la cabecera de la ROM.
Además, también puede utilizarse para acceder a la fase Hidden Palace Zone en Sonic 2, famosa por su aparición en la beta, aunque es imposible jugarla ya que sus elementos han sido eliminados y solo queda su presencia en el juego final, lo que también se ha descubierto de esta versión de Sega es que también se puede utilizar como adaptador para instalar cartuchos de la SEGA mega drive en la sega Genesis.

### Sega Game Gear
El Game Genie para Sega Game Gear tenía un diseño muy interesante. Se inserta en la ranura trasera y proporciona una segunda ranura para el cartucho. Como el modelo de Game Boy viene con un librito de códigos alojado en una trampilla trasera, pero además proporciona etiquetas adhesivas para pegarlas en la trasera de los cartuchos, de modo que sean visibles cuando están insertados en el dispositivo en lugar de tener que consultar el libro.
Las innovaciones de la Game Genie están cubiertas por la patente de Estados Unidos #5112051, "Interfacing device for a computer games system", otorgada el 30 de mayo de 1990. Esta patente expiró el 30 de mayo de 2010 de acuerdo con las leyes federales de patentes estadounidenses.

## Asuntos legales
El lanzamiento del modelo para NES del Game Genie fue recibido por una feroz oposición por parte de Nintendo. Nintendo demandó a Galoob en el caso Lewis Galoob Toys, Inc. v. Nintendo of America, Inc., alegando que el Game Genie creaba trabajos derivados violando las leyes de copyright. Las ventas de la Game Genie en Estados Unidos se detuvieron pero no así en Canadá o Europa. En muchas revistas de videojuegos del momento, Galoob puso anuncios del Game Genie que decían "Thank You Canada!" Sin embargo, después de que los tribunales encontraran que el uso del Game Genie no daba lugar a una obra derivada, Nintendo no podían hacer nada para detener las ventas de Game Genie en USA. Sega, por otro lado, apoya plenamente el producto con su sello oficial de aprobación. Antes de que la demanda fuese presentada, Galoob ofreció hacer del Game Genie un producto oficialmente licenciado por Nintendo, pero la propuesta fue rechazada.
Por las mismas fechas de la demanda contra Galoob, Nintendo comenzó a usar otros métodos para tratar de impedir funcionar el Game Genie, utilizando sumas de comprobación de las ROM para tratar de detectar modificaciones. Estas medidas fueron un éxito parcial, pero algunos podrían evitarse con códigos adicionales. Versiones posteriores del Game Genie tenían la capacidad de ocultar las modificaciones a las rutinas de chequeo.

## Distribución en el Reino Unido
La distribución del Game Genie en el Reino Unido fue manejado por Hornby Hobbies, una compañía usualmente asociada con los trenes a escala y la marca Scalextric. Trabajando en estrecha colaboración con Codemasters que se encarga también de la creación de una línea telefónica dedicada para atender la creciente necesidad de nuevos códigos para los juegos lanzados. Este servicio era llevado por el Gurú del Game Genie Mark Stoneham, que también publica regularmente en revistas de consolas listas de su última colección actualizada de códigos y llega a aparecer en los programas de televisión Gamesmaster de Channel 4 y Games World de Sky.

## Distribución en España y Portugal
En España y Portugal fue distribuido por la empresa juguetera FAMOSA (conocida por sus muñecas). Además de comercializarse como dispositivo independiente, se incluye en un famiclón nacional, la Consola MX Onda con Game Genie.